# Боулдер-Крік (Каліфорнія)
Боулдер-Крік (англ. Boulder Creek) — переписна місцевість (CDP) в США, в окрузі Санта-Крус штату Каліфорнія. Населення — 5429 осіб (2020).

## Географія
Боулдер-Крік розташований за координатами 37°8′3″ пн. ш. 122°7′38″ зх. д. / 37.13417° пн. ш. 122.12722° зх. д. (37.134100, -122.127208).  За даними Бюро перепису населення США в 2010 році переписна місцевість мала площу 19,46 км², уся площа — суходіл.

## Демографія
Згідно з переписом 2010 року, у переписній місцевості мешкали 4923 особи в 2124 домогосподарствах у складі 1270 родин. Густота населення становила 253 особи/км².  Було 2455 помешкань (126/км²).
Расовий склад населення:
| - 90,0 % — білих - 1,6 % — азіатів - 1,1 % — чорних або афроамериканців - 0,6 % — корінних американців - 0,1 % — вихідців з тихоокеанських островів - 2,4 % — осіб інших рас |

До двох чи більше рас належало 4,1 %. Частка іспаномовних становила 7,4 % від усіх жителів.
За віковим діапазоном населення розподілялося таким чином: 18,0 % — особи молодші 18 років, 73,2 % — особи у віці 18—64 років, 8,8 % — особи у віці 65 років та старші. Медіана віку мешканця становила 45,4 року. На 100 осіб жіночої статі у переписній місцевості припадало 105,2 чоловіків;  на 100 жінок у віці від 18 років та старших — 104,3 чоловіків також старших 18 років.
Середній дохід на одне домашнє господарство  становив 97 922 долари США (медіана — 79 964), а середній дохід на одну сім'ю — 119 681 долар (медіана — 104 286). Медіана доходів становила 77 188 доларів для чоловіків та 53 021 долар для жінок. За межею бідності перебувало 10,9 % осіб, у тому числі 18,5 % дітей у віці до 18 років та 23,7 % осіб у віці 65 років та старших.
Цивільне працевлаштоване населення становило 2336 осіб. Основні галузі зайнятості: освіта, охорона здоров'я та соціальна допомога — 22,8 %, науковці, спеціалісти, менеджери — 16,5 %, виробництво — 13,1 %, роздрібна торгівля — 12,7 %.